# Chen Li (Qing-Gelehrter)
Chen Li (chinesisch 陳澧 / 陈澧, Pinyin Chén Lǐ, 1810–1882) war ein chinesischer Linguist und konfuzianischer Gelehrter der Qing-Dynastie. Er analysierte unter anderem die Fanqie in dem chinesischen Wörterbuch Guangyun. Dabei bestimmte er, welche Anlaut- und Auslaut-Schriftzeichen dieselben Laute repräsentieren, und zählte dadurch die Anlaute und Auslaute des zugrundeliegenden Systems auf. Das Gleiche wurde im 20. Jahrhundert von dem Schweden Bernhard Karlgren (1889–1978) wiederholt, der damit das Mittelchinesisch rekonstruierte. Karlgren hatte zu dem Zeitpunkt aber keine Ahnung von dem Werk Chen Lis.